# Johannes Freiherr Heereman
Johannes Freiherr Heereman von Zuydtwyck (* als Johannes Nepomuck Hermann Hildebrand Reginald Apollinaris Freiherr Heereman von Zuydtwyck am 21. März 1944 in Göttingen) ist ein deutscher Wirtschaftsjurist. Er war geschäftsführender Präsident des katholischen Hilfswerks Kirche in Not (2011–2018), Regenten des Deutschen Subpriorates des Hl. Michael des Malteserordens (2004–2016) und Präsident von Malteser International (2011).

## Leben
Johannes Freiherr Heereman entstammt dem alten niederländischen Adelsgeschlecht Heereman von Zuydtwyck. Er ist einer von fünf Kindern aus der Ehe von Sylvester Freiherr Heereman van Zuydtwyck (1905–1991) und Alexandra Alice Gräfin von Hardenberg (1912–2010). Er ist der Bruder von Franziskus Freiherr Heereman von Zuydtwyck, Abt der Benediktinerabtei Neuburg in Heidelberg. Er ist der Vetter von Constantin Freiherr Heereman von Zuydtwyck, ehem. MdB und Präsident des Deutschen Bauernverbandes.
Er studierte Rechtswissenschaften in Köln, Berlin, Genf und München und war von 1973 bis 1976 Geschäftsführer der Kurbetriebe in Bad Neustadt. Aus diesen ging die Rhön-Klinikum AG hervor, deren Aufsichtsrat er bis 1999 angehörte. 1978/79 praktizierte er als Anwalt in Simmern/Hunsrück.

### Wirken
Heereman gehört als Ehren- und Devotions-Großkreuzritter in Obedienz dem Zweiten Stand des Souveränen Malteserordens an.
Seit 1976 nimmt Heereman viele Funktionen im Malteserorden und seinen Werken wahr. Von 1976 bis 1978 war er Diözesangeschäftsführer in Mainz, ab 1979 Generalsekretär des Malteser Hilfsdienst e. V., dessen Geschäftsführender Präsident und Vorsitzender des Vorstands er von 1982 bis 2010 war. Besondere Verantwortung trug er in den Abteilungen Auslandsdienst, Kommunikation, Public Relations und Social Marketing. Die Geschäftsführung der Malteser Werke gGmbH übernahm er von 1989 bis 2010. Seit 1993 arbeitete er als Sprecher in der Geschäftsführung der Deutschen Malteser gGmbH, später bis 2010 als Vorsitzender.
Ferner wurde er am 13. Juni 2004 auf sechs Jahre zum Regenten des Deutschen Subpriorates des Hl. Michael im Malteserorden gewählt und 2010 in diesem Amt für weitere 6 Jahre bestätigt.
Heereman wurde am 3. April 2011 für vier Jahre einstimmig als Nachfolger von Nicolas de Cock de Rameyen zum zweiten Präsidenten von Malteser International gewählt, jedoch schon am 14. Dezember 2012 verabschiedet. Da er zum 1. Dezember 2011 zum Geschäftsführenden Präsidenten des Hilfswerks Kirche in Not berufen wurde, hatte er um seine Entbindung als Präsident von Malteser International gebeten. Thierry de Beaumont-Beynac wurde sein Nachfolger.
Vom 1. Dezember 2011 bis April 2018 geschäftsführender Präsident des katholischen Hilfswerks Kirche in Not; sein Nachfolger wurde Thomas Heine-Geldern.
Er ist Mitglied des Stiftungsrats der Deutschen Stiftung Patientenschutz.

## Familie
Heereman ist seit dem 1. Februar 1970 verheiratet mit der Diplom-Theologin, Buchautorin und Publizistin Michaela Freifrau Heereman von Zuydtwyck, geborene Freiin von und zu Guttenberg. Michaela Heereman kam am 29. Mai 1949 in Guttenberg als Tochter von Karl-Theodor zu Guttenberg zur Welt und ist die jüngere Schwester des Dirigenten Enoch zu Guttenberg. Sie hat mit ihrem Mann sechs Kinder, darunter Sylvester Heereman LC und Franziskus Heereman. Michaela Heereman setzt sich publizistisch stark für die traditionelle Familie ein. Sie gehört päpstlichen Gremien an. 
In Diskussionsrunden und Talkshows wie Maischberger spricht sie sich gegen Gender-Mainstreaming aus.

## Ehrungen und Auszeichnungen
- Für sein Engagement wurde Heereman am 14. April 2008 mit dem Großen Bundesverdienstkreuz des Verdienstordens der Bundesrepublik Deutschland ausgezeichnet.
- Für sein jahrzehntelanges Wirken für die Kirche und dabei im Besonderen für sein Engagement im Zentralkomitee der deutschen Katholiken, für die Gründung der Deutschen Hospizstiftung und vor allem für sein mehr als vierzigjähriges nationales und internationales Arbeiten bei den Maltesern hat Johannes Freiherr Heereman 2009 das Komturkreuz mit Stern des päpstlichen Silvesterordens aus den Händen des Aachener Diözesanbischofs Dr. Heinrich Mussinghoff erhalten.
- Auf der Bundesversammlung des Malteser Hilfsdienstes am 19. Juni 2010 erhielt er aus den Händen von Großmeister Fra' Matthew Festing das Großkreuz des Verdienstordens Pro Merito Melitensi für sein Lebenswerk verliehen.[6]
- Heereman ist Ehrenmitglied der katholischen Studentenverbindung K.St.V. Unitas-Breslau im KV zu Köln